# Saltos ornamentais no Campeonato Mundial de Esportes Aquáticos de 2023 - Trampolim 3 m sincronizado misto

A competição de saltos ornamentais na categoria trampolim 3 m sincronizado misto no Campeonato Mundial de Esportes Aquáticos de 2023 fora realizada no dia 22 de julho de 2023 no Fukuoka Prefectural Pool em Fukuoka, no Japão. Ao todo, 17 Comitês Olímpicos Nacionais compostos por duplas, totalizando 34 atletas estavam previstos para participarem do evento.

## Cronograma
Todos os horários estão na Hora Legal Japonesa (UTC+09).
| Data        | Hora  | Evento |
| ----------- | ----- | ------ |
| 22 de julho | 15:30 | Final  |

## Formato da competição
A competição consiste em uma rodada: final, onde a dupla com melhor pontuação garante a medalha de ouro.

## Medalhistas
| Ouro                          | Prata                                          | Bronze                                     |
| China · Zhu Zifeng · Lin Shan | Austrália · Domonic Bedggood · Maddison Keeney | Itália · Matteo Santoro · Chiara Pellacani |

## Resultados
| Pos.              | CON            | Saltadores                          | Pontos        |
| ----------------- | -------------- | ----------------------------------- | ------------- |
| Medalha de ouro   | China          | Zhu Zifeng Lin Shan                 | 326.10        |
| Medalha de prata  | Austrália      | Domonic Bedggood Maddison Keeney    | 307.38        |
| Medalha de bronze | Itália         | Matteo Santoro Chiara Pellacani     | 294.12        |
| 4                 | Coreia do Sul  | Yi Jaeg-yeong Kim Su-ji             | 281.46        |
| 5                 | Suécia         | Elias Petersen Emilia Nilsson Garip | 276.60        |
| 6                 | México         | Jahir Ocampo Aranza Vázquez         | 273.90        |
| 7                 | Alemanha       | Alexander Lube Jana Rother          | 270.45        |
| 8                 | Estados Unidos | Jack Ryan Krysta Palmer             | 263.88        |
| 9                 | Egito          | Mohamed Farouk Maha Eissa           | 256.08        |
| 10                | Polónia        | Andrzej Rzeszutek Kaja Skrzek       | 255.15        |
| 11                | Venezuela      | Jesús González Elizabeth Pérez      | 248.10        |
| 12                | Espanha        | Carlos Camacho Rocío Velázquez      | 245.88        |
| 13                | Nova Zelândia  | Frazer Tavener Maggie Squire        | 241.50        |
| 14                | Brasil         | Rafael Max Anna Santos              | 239.40        |
| 15                | Irlanda        | Jake Passmore Clare Cryan           | 237.18        |
| 16                | Macau          | He Heung Wing Choi Sut Kuan         | 184.02        |
| 17                | Canadá         | Bryden Hattie Pamela Ware           | Did not start |